# Viettel Mobile
Viettel Mobile (vietnamien :Tập đoàn Viễn thông Quân đội) est le plus grand opérateur de téléphonie mobile au Vietnam.
Grâce à une stratégie très dynamique au niveau international, il est également présent en 2015 dans dix pays en voie de développement, en Asie, en Amérique du Sud et en Afrique.
En 2014, il revendiquait 265 millions de clients et affirmait vouloir être l’un des principaux opérateurs mondiaux d’ici 2020.

## Développement au Vietnam
Viettel Mobile est créé en octobre 2004 par le ministère de la Défense vietnamien.
Très vite il obtient des parts importantes de marché grâce à une stratégie visant les populations rurales et relativement peu aisées, et finit par supplanter les deux opérateurs historiques VinaPhone et MobiPhone, appartenant tous les deux à l'entreprise publique des télécoms au Vietnam, VNPT.
En janvier 2018, Viettel Group change de nom par décret et devient Viettel Military Industry and Telecom Group, ce qui indique probablement une volonté de diversifier ses activités et de les orienter plus clairement vers l'industrie de l'armement.

## Développement international
Fin 2008, Viettel obtient sa première licence mobile à l’étranger, au Laos, et lance en 2009 Star Telecom une co-entreprise avec Lao Asia Telecom.
En 2009, Viettel obtient également une licence au Cambodge et lance un nouvel opérateur en 2010 (Metphone).
La société élargit ensuite son marché à de nouveaux pays : le Pérou (licence obtenue en 2011), le Myanmar (opérateur Mytel), Haïti, le Cameroun (déploiement des services en 2014 sous le nom commercial de Nexttel), le Burundi (société Lumitel lancée en 2015), la Tanzanie (société Halotel lancée en 2015) et Timor-Leste où sa filiale mobile (Telemor) a remporté en octobre 2015 le prix International Business Awards de la société avec la plus forte croissance en Asie, en Australie et en Nouvelle-Zélande, grâce à une croissance annuelle de 280 %.
En 2015, l’opérateur vietnamien était présent dans dix pays et cherchait à s’implanter dans de nouveaux pays, notamment au Swaziland et en Côte-d’Ivoire, où il cherche à obtenir une licence.
En 2016, les revenus des filiales africaines de Viettel représentaient près du quart de son chiffre d'affaires.
En 2017, Viettel avait des projets téléphoniques dans de nombreux pays africains, au Nigéria, en Ouganda, au Rwanda, Éthiopie, Swaziland et à Madagascar. La direction du groupe a pour objectif d'atteindre 1 milliard de clients d'ici 2020.

## Diversification des activités
Viettel cherche à diversifier ses activités depuis quelques années et est présent également dans les centres de données (coentreprise avec le groupe taiwanais Chungwha), dans la distribution (partenariat avec Fujitsu), dans la cybersécurité (mise en place d'un pare-feu pour protéger le réseau vietnamien) et également la production de smartphones depuis octobre 2012, grâce à un partenariat stratégique avec Huawei.
Viettel possédait également un club de football, le Viettel FC, jouant en "First division" du championnat vietnamien, qui a été vendu par Viettel Mobile en 2010.